# لودویگ دوم، پادشاه بایرن
لودویگ اتو فریدریش ویلهلم (به آلمانی: Ludwig Otto Friedrich Wilhelm) یا لودویگ دوم (به آلمانی: Ludwig II)(زادهٔ ۲۵ اوت ۱۸۴۵ – مرگ ۱۳ ژوئن ۱۸۸۶) پادشاه بایرن از ۱۸۶۴ میلادی تا اندکی پیش از مرگش بود.
به او لقب شاه دیوانه داده‌اند، زیرا معروف بود که به دیوانگی دچار است. او همچنین پشتیبان ریشارد واگنر بود. او سه روز پیش از مرگش ظاهرا به دلیل دیوانگی از پادشاهی کنارگذاشته‌شد. مرگ او در هاله‌ای از ابهام است. پیکر بی‌جان او و پزشکش در حالی در دریاچه اشتارنبرگ یافت‌شد که بر روی تنشان آثار زخم به چشم می‌خورد و در ضمن لودویگ شناگری زبردست بود و ژرفای آب دریاچه تنها تا سطح کمر. لودویگ به هنر و معماری دلبستگی داشت و در میان بسیاری از بایرنی‌ها سخت محبوب می‌باشد.